# دشت خمره‌ها
دشت خمره‌ها (Lao: ທົ່ງໄຫຫິນ آوانگاری لائو: tʰōŋ hǎj hǐn) یک چشم‌انداز خ باستانی در لائوس است که شامل هزاران خمره یا کوزه سنگی پراکنده در ارتفاعات و دره‌های کوهپایه‌های مرکزی دشت Xiangkhoang فلات است. خمره‌ها عمدتاً در خوشه‌های مختلف در تعداد از یک تا چند صد مورد مرتب شده‌اند.
فلات شینگ خوانگ در انتهای شمالی رشته کوه Annamese Cordillera در منطقه هندوچین قرار گرفته‌است. حفاری‌ها و مطالعات صورت گرفته در دشت خمره‌ها، قدمت آن را به عصر آهن (۵۰۰ سال قبل از میلاد تا ۵۰۰ میلادی) مرتبط می‌کند که به این ترتیب، دشت خمره‌ها یکی از مهمترین سایت‌های ماقبل تاریخ در جنوب شرقی آسیا محسوب می‌شود.

## سایت‌های مرتبط
بیش از ۹۰ سایت باستانی خمره ای در استان شیانگخوانگ شناسایی شده‌است. هر سایت از یک تا ۴۰۰ گورخمره دارد که جنس همگی از سنگ و دارای ارتفاع و قطری متفاوت بین یک تا سه متر هستند. شیشه در ارتفاع و قطر بین 1m و 3m و همه قطع کننده از سنگ است. شکل گورها استوانه ای است و همیشه پایین آنها پهن‌تر از بالای آنهاست.
برخی گورها دارای در هستند ولی همه آنها در ندارند. نقوشی از حیواناتی چون میمون، ببر و قورباغه روی آنها وجود دارد.

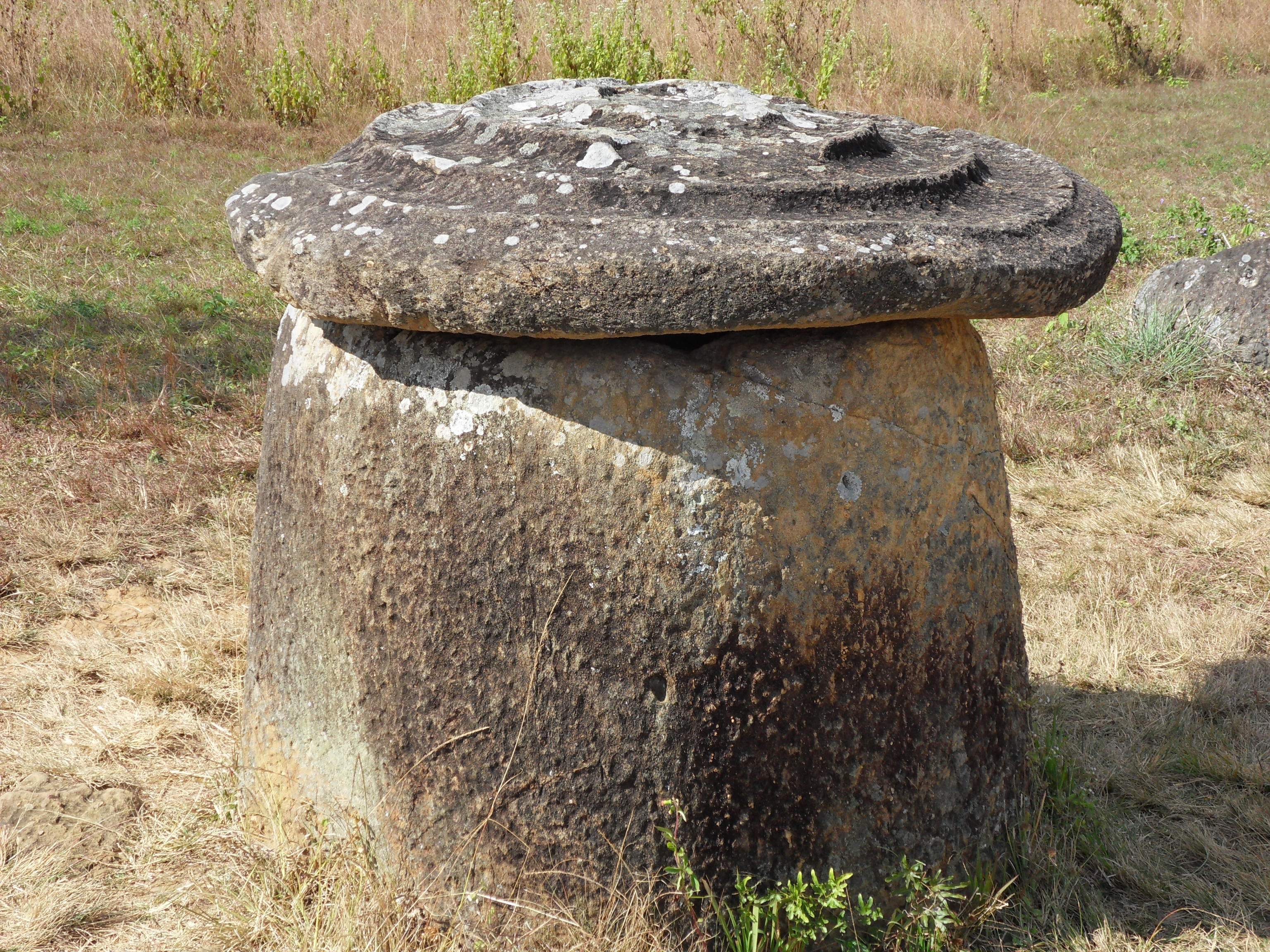
گورخمره در دار

سنگ‌های دایره ای دیگری وجود دارد که متفاوت از درب هستند و ممکن است نشانه قبر باشند.
خمره‌ها به صورت خوشه ای در کوهپایه‌ها و پشته کوه‌های اطراف اطراف فلات مرکزی و دره‌های مرتفع اطراف آن قرار دارند.
جنس بیشتر خمره‌ها ماسه سنگ است.